# Greifensee
Greifensee (toponimo tedesco) è un comune svizzero di 5 381 abitanti del Canton Zurigo, nel distretto di Uster.

## Geografia fisica
Greifensee si affaccia sul Lago di Greifen.

## Monumenti e luoghi d'interesse

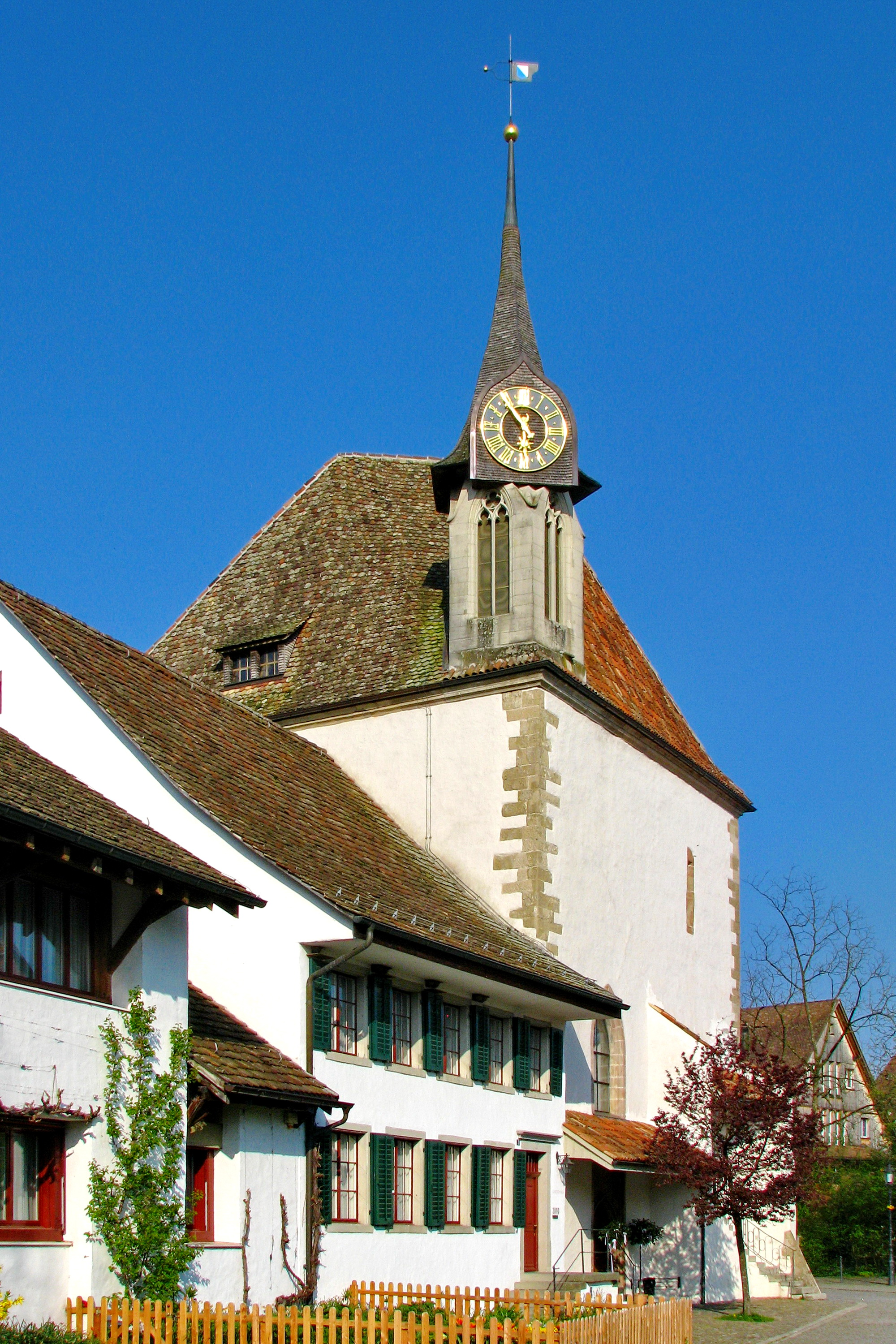
La cappella riformata

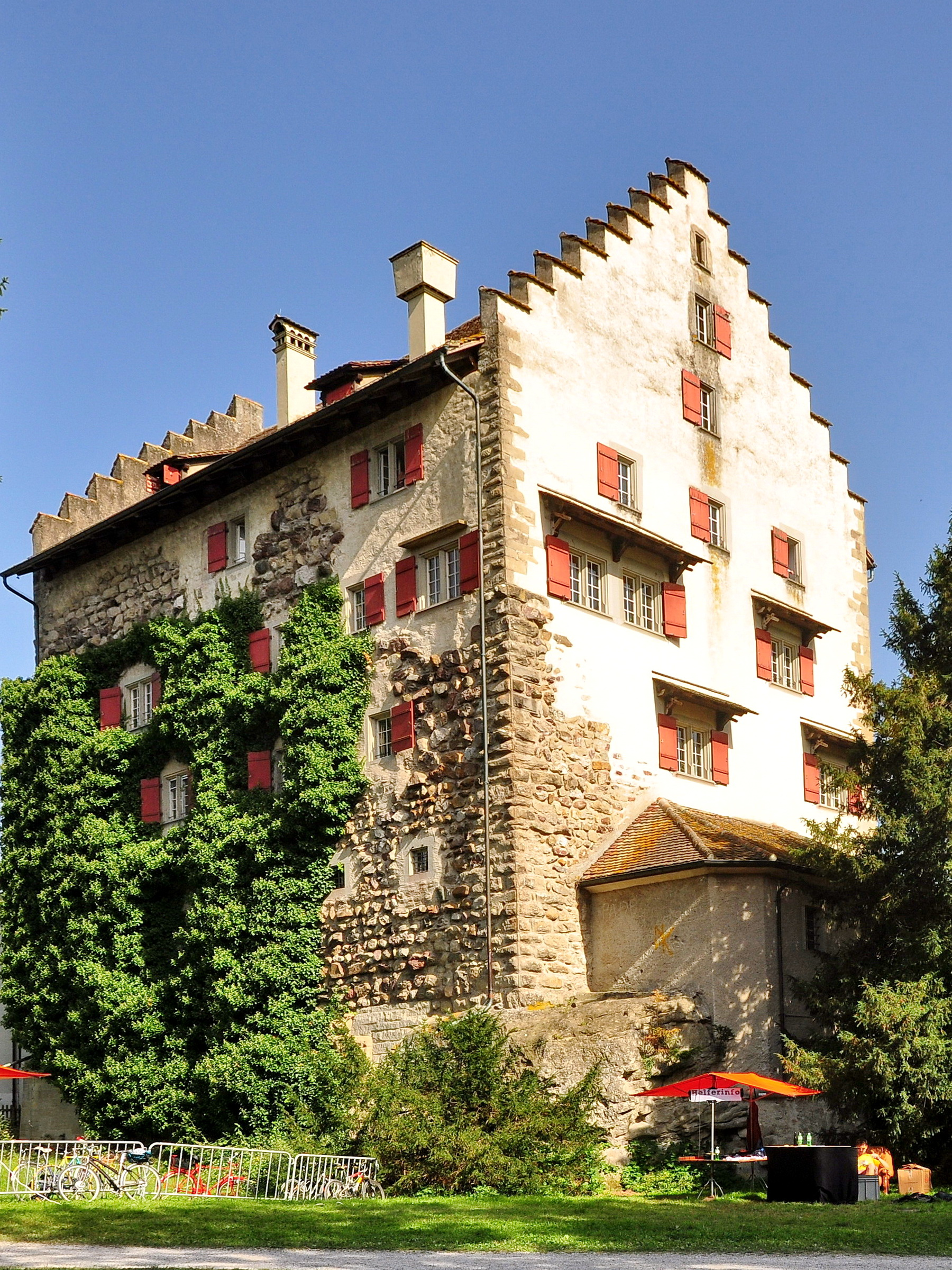
Il castello di Greifensee

- Cappella riformata (già di San Gallo), attestata dal XIV secolo[1];
- Castello di Greifensee, ricostruito nel 1520[1].

## Società

### Evoluzione demografica
L'evoluzione demografica è riportata nella seguente tabella:
Abitanti censiti

## Infrastrutture e trasporti
Greifensee è servito dalla stazione di Nänikon-Greifensee sulla ferrovia Wallisellen-Rapperswil (linee S9 e S14 della rete celere di Zurigo).

## Amministrazione
Ogni famiglia originaria del luogo fa parte del cosiddetto comune patriziale e ha la responsabilità della manutenzione di ogni bene ricadente all'interno dei confini del comune.